# Schwalbe II (Schiff)
Das Fahrgastschiff Schwalbe II ist ein Tagesausflugsschiff auf der Ruhr und auf dem Wittener Teil des Kemnader Sees mit dem Heimathafen Witten. Das Schiff wird von den Wittener Stadtwerken betrieben. Es verfügt über 125 Sitzplätze auf zwei Decks und eine Bugrampe.

## Programm
Es verkehrt in der Saison drei bis viermal täglich im Linienverkehr zwischen den Stationen am Freizeitbad Heveney, Lakebrücke in Herbede, Herbeder Schleuse, Burgruine Hardenstein, Zeche Nachtigall und der Uferstraße in Bommern. Eine Rundfahrt dauert etwa zwei Stunden und beinhaltet auf Hin- und Rückweg eine Schleusung in Herbede. Es besteht die Möglichkeit, Trauungen durch das Standesamt Witten auf dem Schiff vornehmen zu lassen. Das Schiff ist im unteren Deck barrierefrei.

## Geschichte
Die Schwalbe II wurde auf der Lux-Werft in Niederkassel als deren Baunummer 104 gebaut. Ihr Stapellauf erfolgte am 6. Juni 1987. Sie löste auf dem Kemnader See ihre 1923 gebaute Vorgängerin Schwalbe ab. Im Winter 1998/99 wurde sie in der Neuen Ruhrorter Schiffswerft generalüberholt und um 3,30 m verlängert.

### Vorgängerschiff

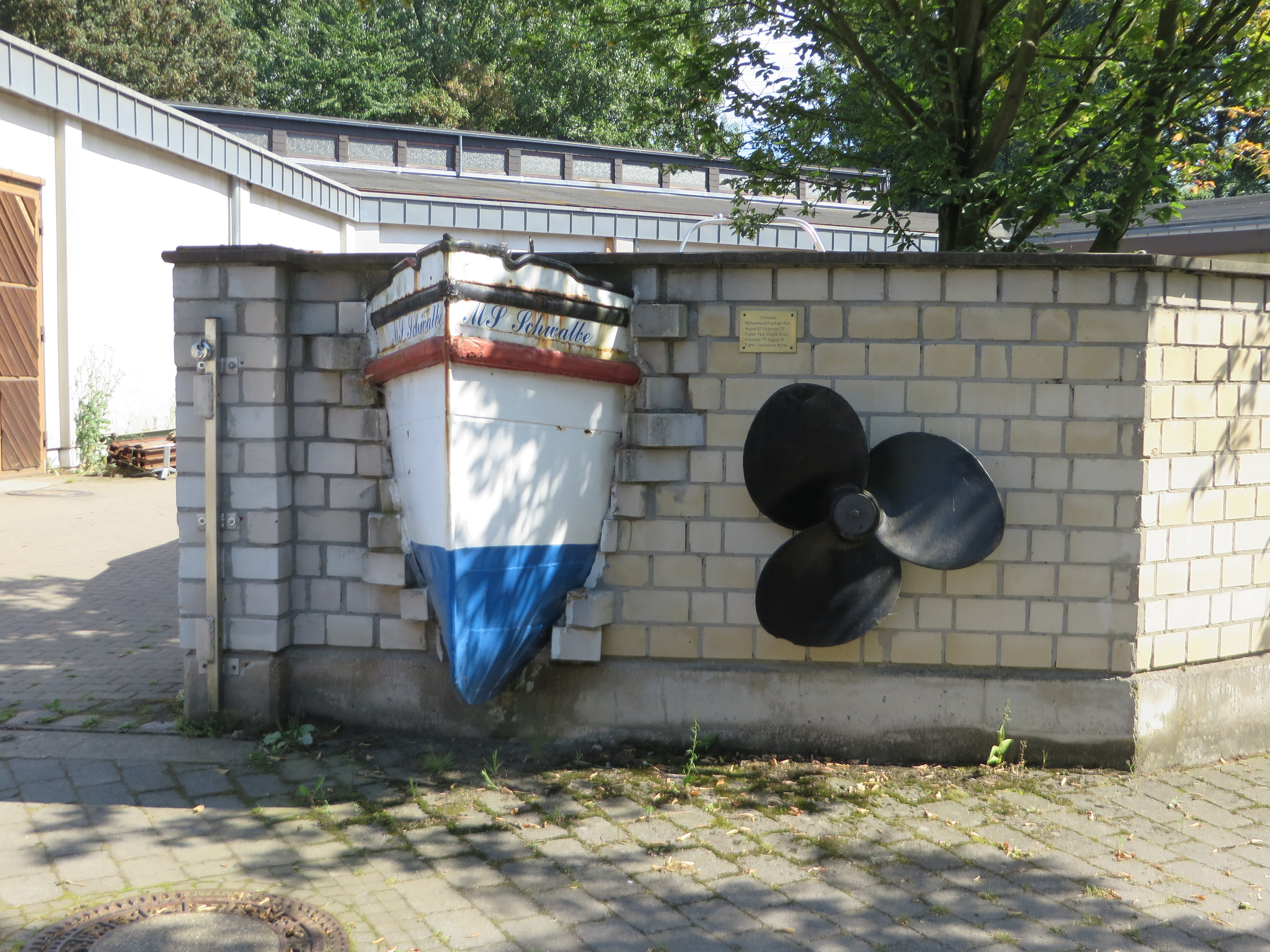
Bug und Propeller der ersten Schwalbe

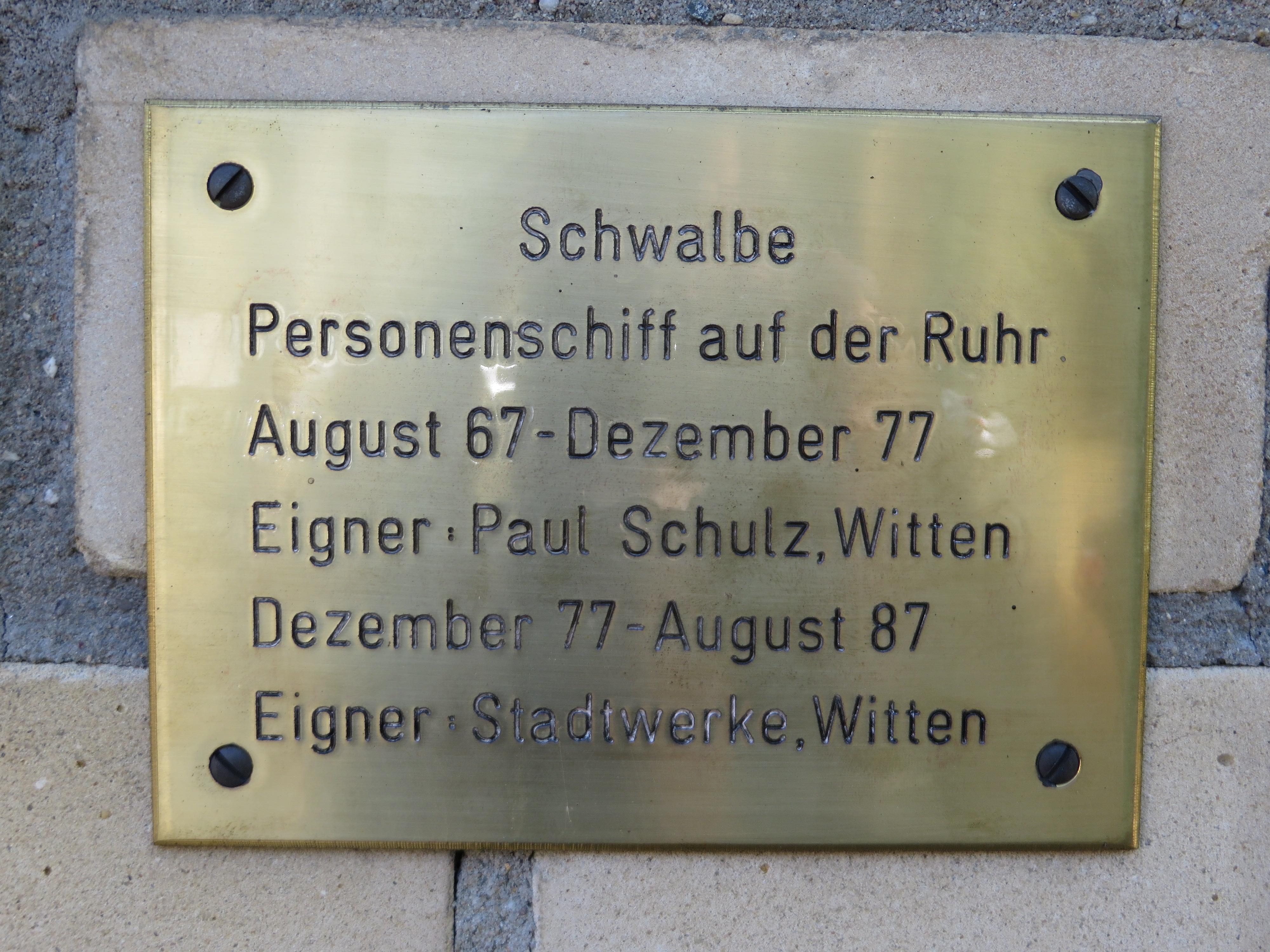
Infotafel zur ersten Schwalbe

Die Personenschifffahrt in Witten begann 1967 mit dem 1923 in Königswinter gebauten Fahrgastschiff Schwalbe. 1977 übernahmen die Stadtwerke Witten das Schiff vom damaligen Eigner Paul Schultz. Das alte Schiff stand danach noch einige Jahre auf einem Kinderspielplatz am Kemnader See, bevor es rostbedingt verschrottet werden musste. Bug und Propeller sind erhalten und in Heven in eine Mauer integriert.